# Luke Nelson
Luke Isaiah Nelson (nacido el 21 de septiembre de 1995 en Londres, Inglaterra) es un jugador de baloncesto de nacionalidad británica. Con 1.91 de estatura, su puesto natural en la cancha es la de base. Actualmente juega para el London Lions de la BBL.

## Trayectoria deportiva

### Universidad
Nelson inició su carrera en tierras inglesas, aunque el grueso de su formación baloncestística lo desarrollaría en Estados Unidos. Tras dos años defendiendo la camiseta de los Reading Rockets de la segunda división británica (2011-13), el escolta dio el salto al baloncesto universitario estadounidense (NCAA) con los UC Irvine Anteaters de la Universidad de California en Irvine, conjunto con el que jugó durante cuatro temporadas, en las que promedió 12,9 puntos, 3,5 asistencias y 2,8 rebotes por partido.
En la campaña 2016-17, firmó unos promedios de 17 puntos, 3,4 rebotes, 3,1 asistencias y 1,7 recuperaciones en 17 partidos, alcanzando la veintena de puntos en 6 de ellos. Fue, asimismo, elegido Jugador del Año de la Big West Conference, y seleccionado para disputar el 'All-Big West Tournament' por tercer año consecutivo.

### Profesional
Tras disputar, en julio de 2017, la Liga de Verano de la NBA en Las Vegas con Los Angeles Clippers, Luke Nelson fichó por el Herbalife Gran Canaria de la liga ACB. En agosto  de 2017 es cedido al Real Betis Baloncesto por una temporada. Con el Real Betis jugó la temporada 2017-18 completa, un total de 34 partidos , más de 23 minutos por partido, y unas medias de 8,2 puntos , 2,2 rebotes , 1,7 asistencias y 40,1% en triples.
En noviembre de 2019 ficha en calidad de cedido por el BAXI Manresa para quedarse todo lo que resta de temporada. Llega directamente desde Gran Canaria, donde durante la temporada 2019-2020 no había actuado todavía en competición oficial.
En julio de 2020 se hizo oficial su traspaso a Alemania de la mano del BG Göttingen
En la temporada 2021-22, firma por el ESSM Le Portel del Ligue Nationale de Basket-ball.